# Örményország vasúti közlekedése
Örményország vasúthálózatának hossza 845 km, 1520 mm nyomtávú. A vasúthálózatot a Transzkaukázusi Vasúttársaság üzemelteti, és teljes egészében az orosz RZSD tulajdonában van. Az alkalmazottak száma 2004-ben 4300 fő volt.

## Vasúti kapcsolata más országokkal
- Grúzia - van
- Törökország - politikai okokból zárva,[1] eltérő nyomtáv: 1435 mm / 1520 mm
- Irán - nem elérhető (Nahicsevánon keresztül - új kapcsolat tervezve), eltérő nyomtáv: 1435 mm / 1520 mm
- Azerbajdzsán - politikai okokból zárva[1]
- Hegyi-Karabah - nincs

## Járműállomány
- 2000 db teherkocsi
- 58 db személykocsi
- 85 mozdony
- 30 villamos motorvonat

| Kép | Sorozat | Tengelyelrendezés | Darabszám | Forgalomba állás | Teljesítmény | Max. sebesség | Áramnem/meghajtás |
|     | VL8     | Bo'Bo' * 2        | 18        | 1953             | 3760         | 80/100        | 3 kV DC           |
|     | VL10    | Bo'Bo' * 2        | 31        | 1961             | 4600         | 100           | 3 kV DC           |
|     | ChME3   | Co'Co'            | 55        | 1965             | 993          | 95            | Dízel             |
|     | ER2     | EMU-4             | 30        | 1962             | 1600         | 130           | 3 kV DC           |